# 前嶋美歩
前嶋 美歩（まえしま みほ、1986年7月26日 - ）は、日本の元AV女優。東京都出身。ティーパワーズ所属。   

## 来歴・人物
- 2006年、h.m.pよりAVデビュー。
- 趣味：クラブ、買い物。特技：バレーボール。

## 作品

### アダルトビデオ
h.m.p
- 愛撫でるぷるるんっ
- コスプレ♥マシュマロ恥じらい …
- 盗撮×羞恥H 「野蛮な視線、感 …
- 変態まみれ快感ローション
- やわらかパイズリでイッてね♥ …
- 唾液まみれフェラ
- 騎乗位が一番感じる…。
- あなたの肉欲かなえます
- とことん舐めて愛したい♥
- アナル舐めでバックから…

マックス・エー
- MAX GIRLS 突アゲ突ヌケ大回転（2007年4月20日）他出演:みひろ、吉崎直緒、恋小夜、渚
- 不法侵乳23（2007年4月27日）
- Crazy Angel（2007年5月25日）

プレミアム
- ディープインパクト 前嶋美歩セルデビュー（2007年6月7日）
- 誘惑フライトアテンダント （2007年7月7日）
- 前嶋美歩がサポート アナタのオナニータイム（2007年8月7日）
- PREMIUM STYLISH SOAP〜プレミアムソープへようこそ〜 （2007年9月7日）
- 前嶋美歩、初パイパン。 （2007年10月7日）
- プレミアデジタルモザイクVol.31（2007年11月7日）
- 初めての、黒人とFUCK（2007年12月7日）
- プレミアソープ嬢10人 V.I.P.6時間スペシャル（2007年12月7日）他9名出演
- 前嶋美歩 生中出しスペシャル（2008年2月7日）

マキシング
- 風俗ちゃんねる 07（2008年3月16日）
- 本生!中出しFUCK!!（2008年4月16日）
- このナイスバディがスゴイ！（2009年6月16日）

アイデアポケット
- FELLATIO FESTIVAL 9（2008年5月1日、アイデアポケット）他多数出演
- SPERMA HEAVEN（2008年6月1日）

### イメージビデオ
- 裸体　前嶋美歩 （2006年8月27日、シャッフル）

## 出演

### イベント
- 夏目ナナプロデュース『PLAYBOY CHANNEL NIGHT 2008』（2008年2月15日、新宿フェイス）征矢学＆柿本大地組マネジャー[1]